# Сен-Рамбер-ан-Бюже
Сен-Рамбе́р-ан-Бюже́ (фр. Saint-Rambert-en-Bugey) — коммуна во Франции, находится в регионе Рона — Альпы. Департамент — Эн. Административный центр кантона Сен-Рамбер-ан-Бюже. Округ коммуны — Белле.
Код INSEE коммуны — 01384.

## География
Коммуна расположена приблизительно в 400 км к юго-востоку от Парижа, в 55 км северо-восточнее Лиона, в 33 км к юго-востоку от Бурк-ан-Бреса.
По территории коммуны протекают реки Альбарен и Бревон.

## Климат
Климат полуконтинентальный с холодной зимой и тёплым летом. Дожди бывают нечасто, в основном летом.

## Население
Население коммуны на 2010 год составляло 2164 человека.
| 1962 | 1968 | 1975 | 1982 | 1990 | 1999 | 2010 |
| ---- | ---- | ---- | ---- | ---- | ---- | ---- |
| 2936 | 2857 | 2439 | 2161 | 2112 | 2067 | 2164 |

## Администрация
| Период | Период | Фамилия        | Партия                         | Примечания                       |
| ------ | ------ | -------------- | ------------------------------ | -------------------------------- |
| 1953   | 1977   | Марсель Бюи    |                                | член генерального совета кантона |
| 1977   | 1983   | Шарль Пен      |                                |                                  |
| 1983   | 1995   | Жан-Клод Марки | Союз за французскую демократию | член генерального совета кантона |
| 1995   | 2001   | Жан-Клод Канар |                                |                                  |
| 2001   | 2020   | Жильбер Бушон  | Разные левые                   | член генерального совета кантона |

## Экономика
В 2010 году среди 1272 человек трудоспособного возраста (15—64 лет) 930 были экономически активными, 342 — неактивными (показатель активности — 73,1 %, в 1999 году было 66,8 %). Из 930 активных жителей работали 810 человек (444 мужчины и 366 женщин), безработных было 120 (56 мужчин и 64 женщины). Среди 342 неактивных 86 человек были учениками или студентами, 105 — пенсионерами, 151 были неактивными по другим причинам.

## Достопримечательности
- Аббатство Сен-Рамбер-ан-Бюже[фр.] (XI—XIII века). Исторический памятник с 1945 года.[4]

## Фотогалерея

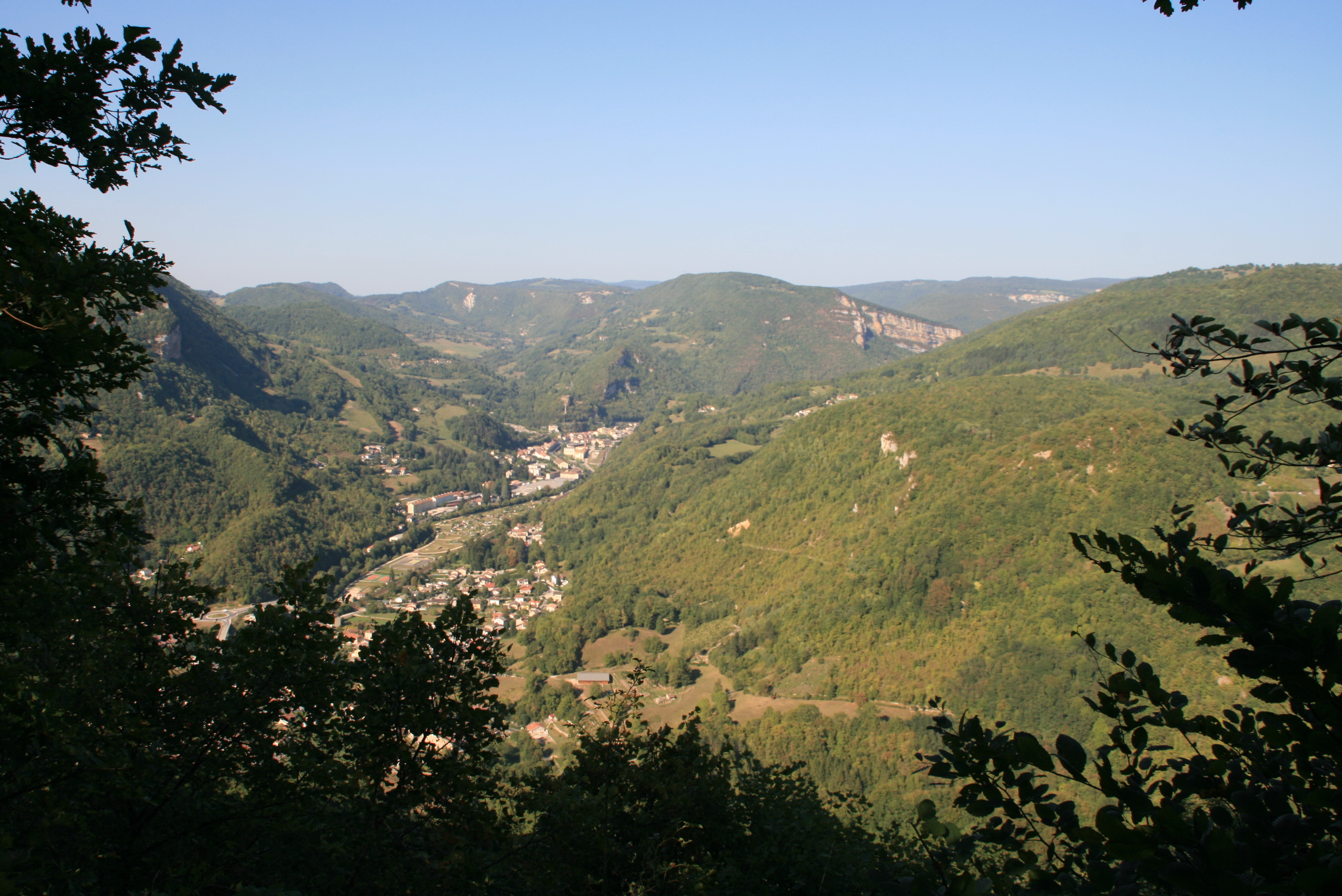
Сен-Рамбер-ан-Бюже
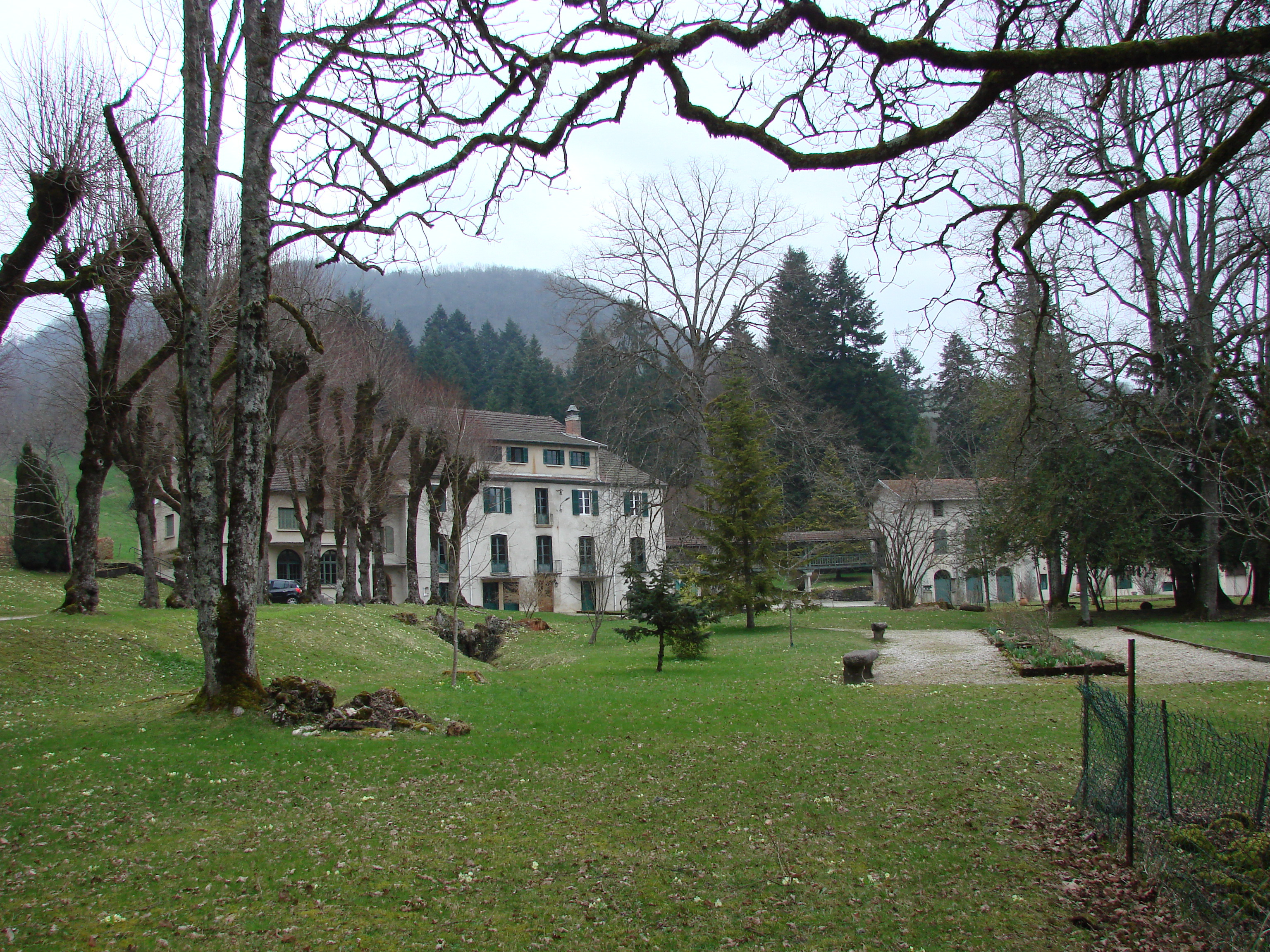
Аббатство Сен-Рамбер-ан-Бюже
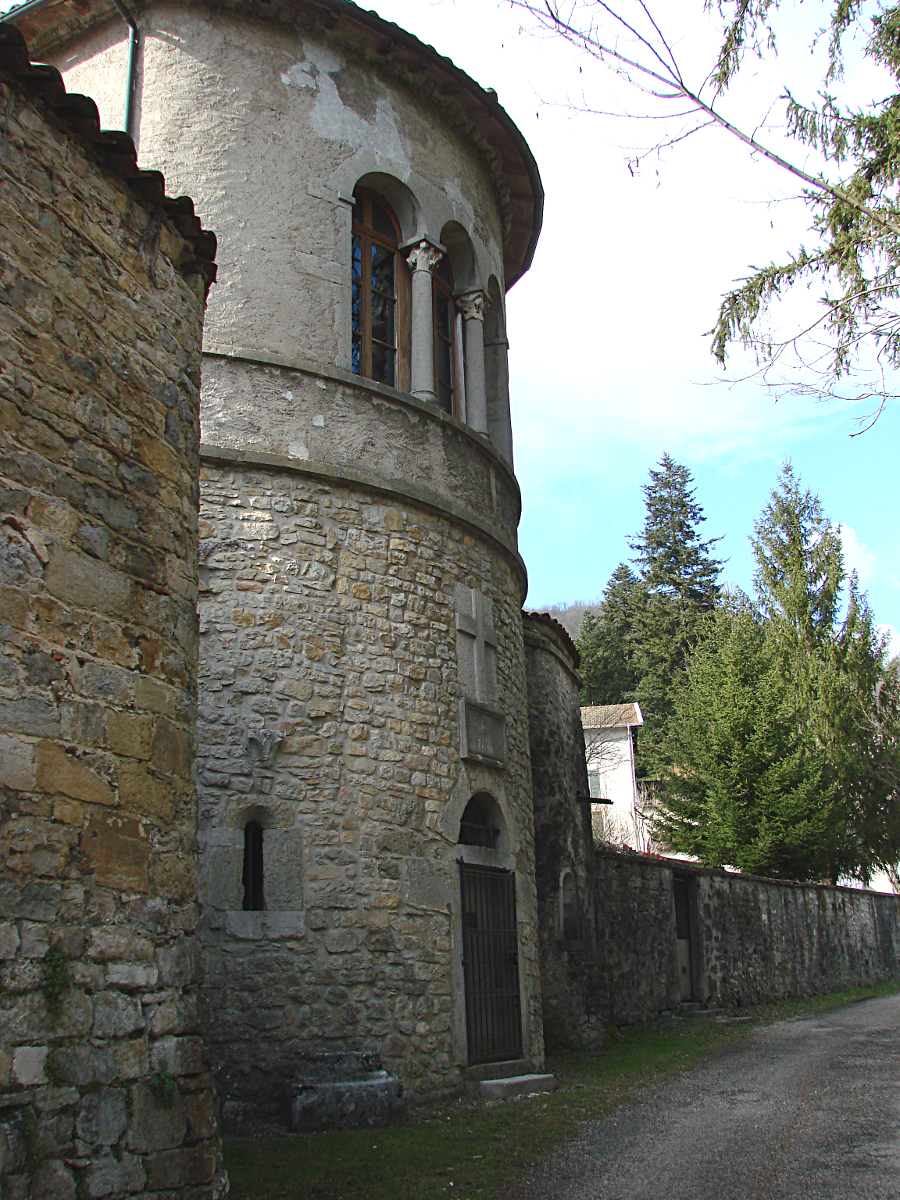
Крипта аббатства Сен-Рамбер-ан-Бюже
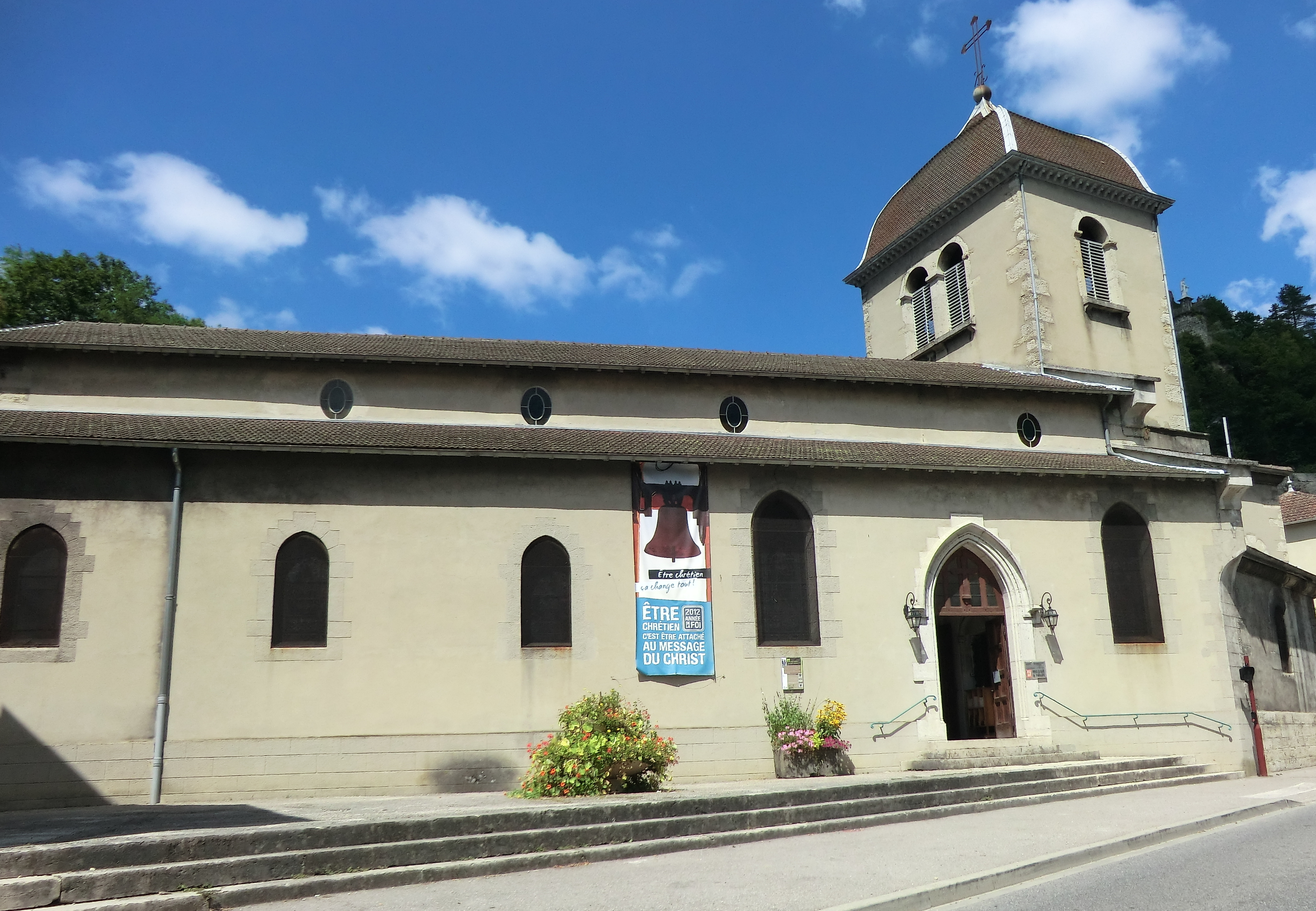
Церковь Св. Антония
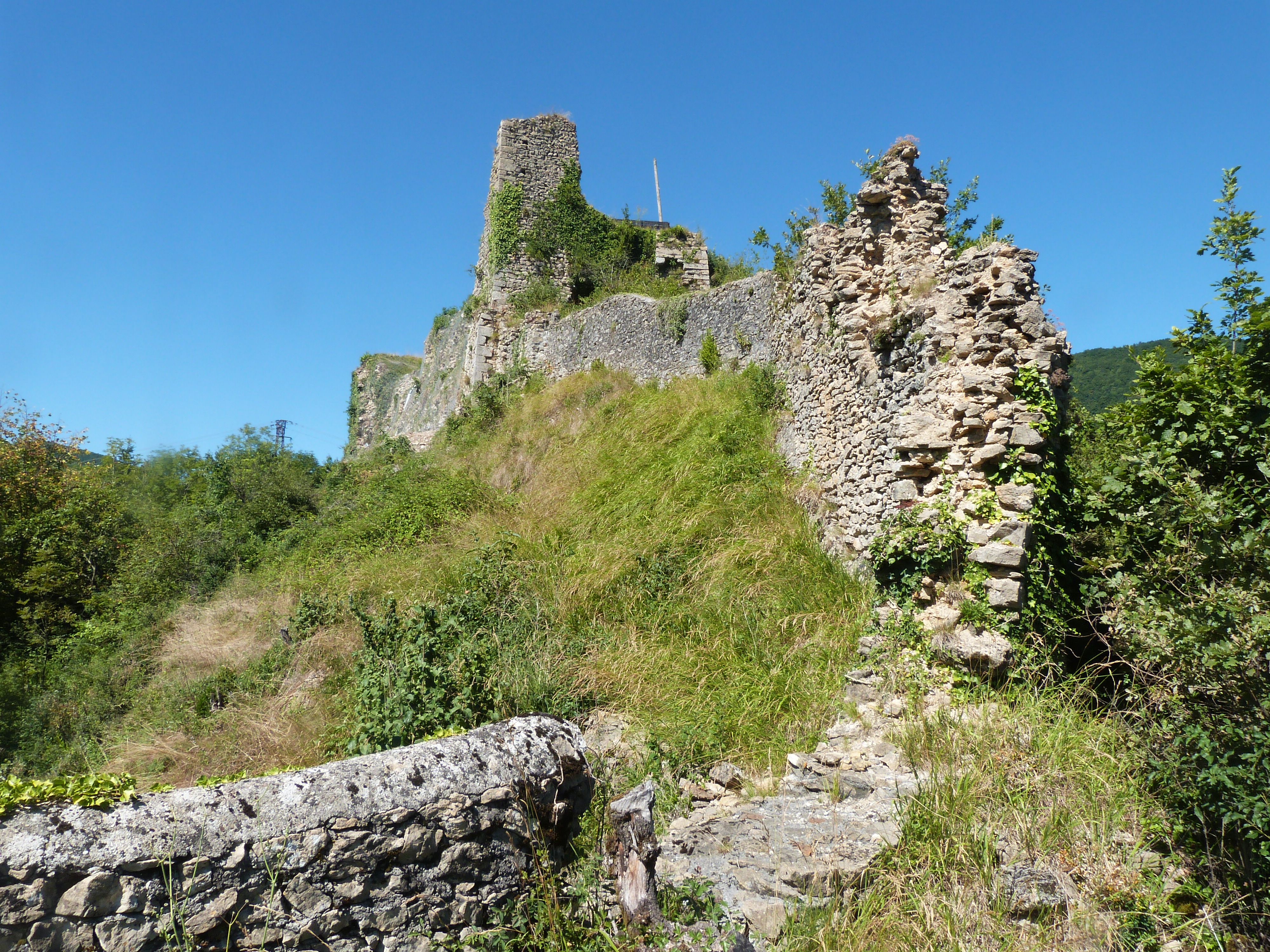
Руины замка Корнийон
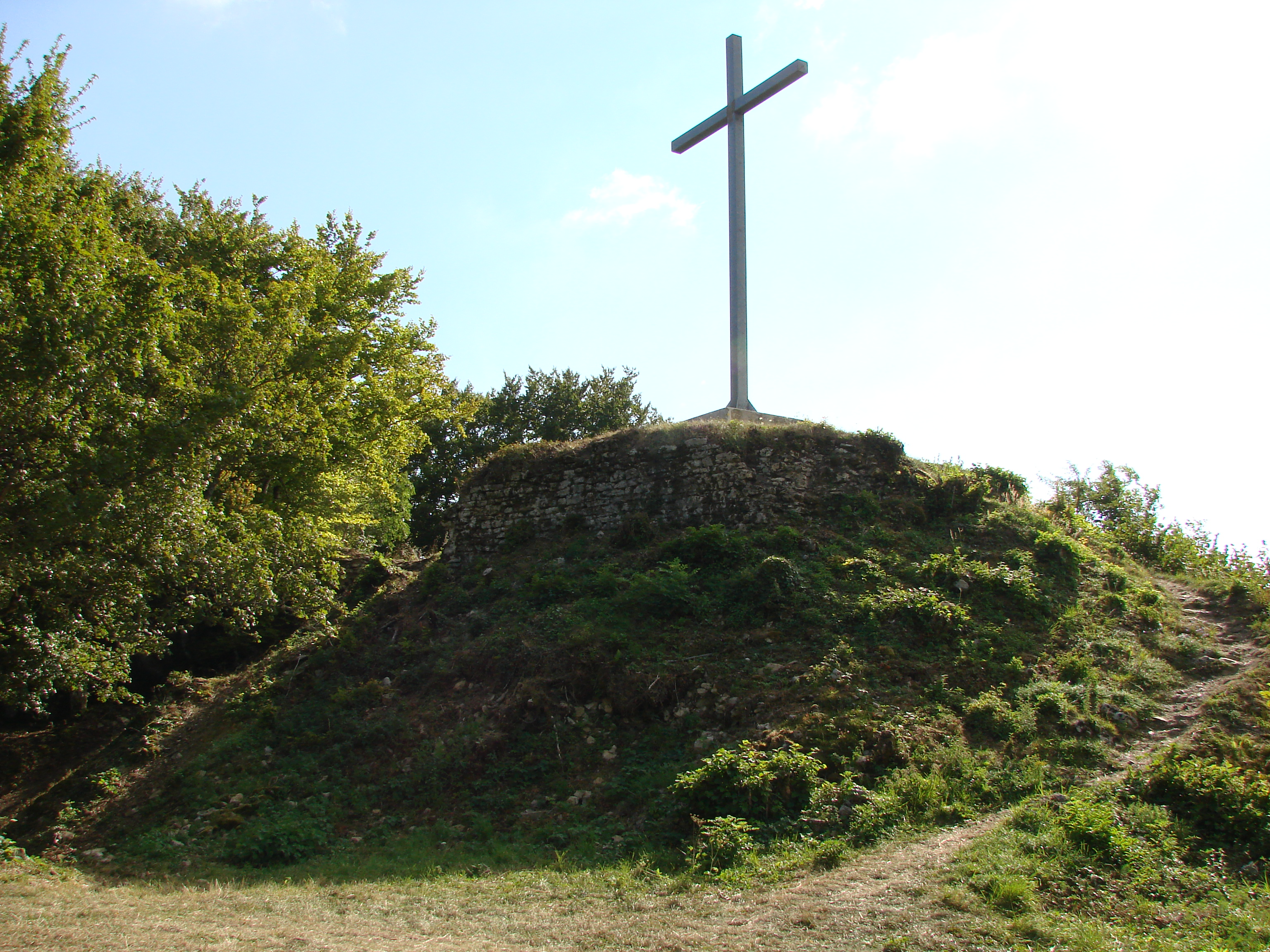
Крест на руинах замка Люизандр
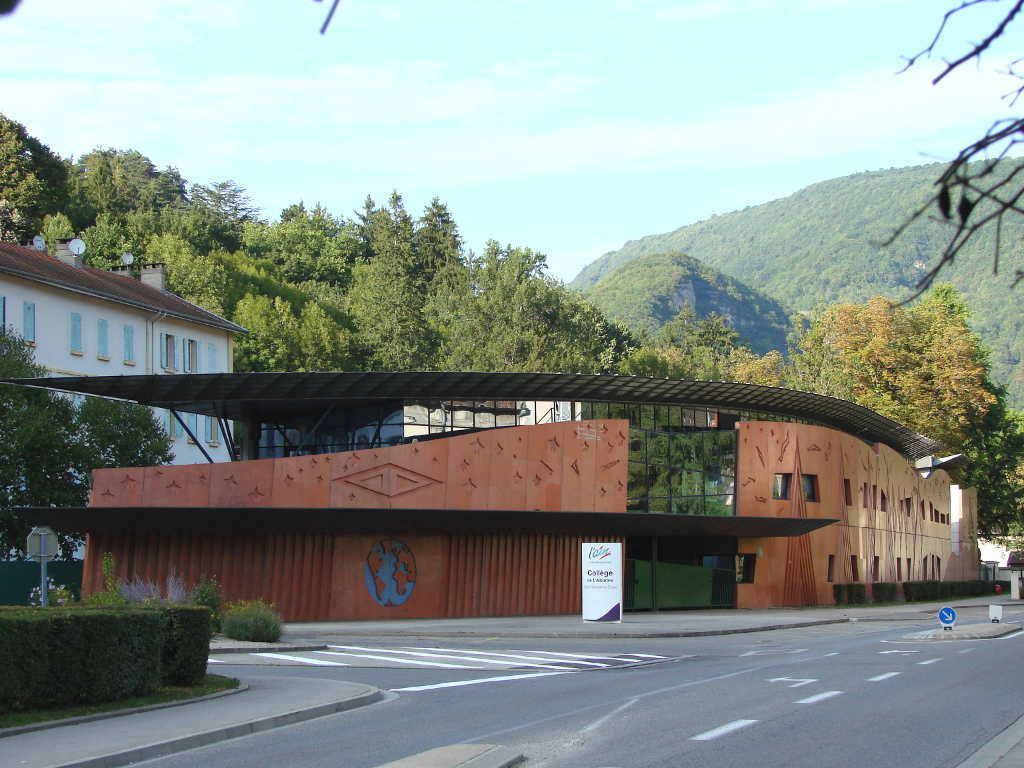
Коллеж Сен-Рамбер
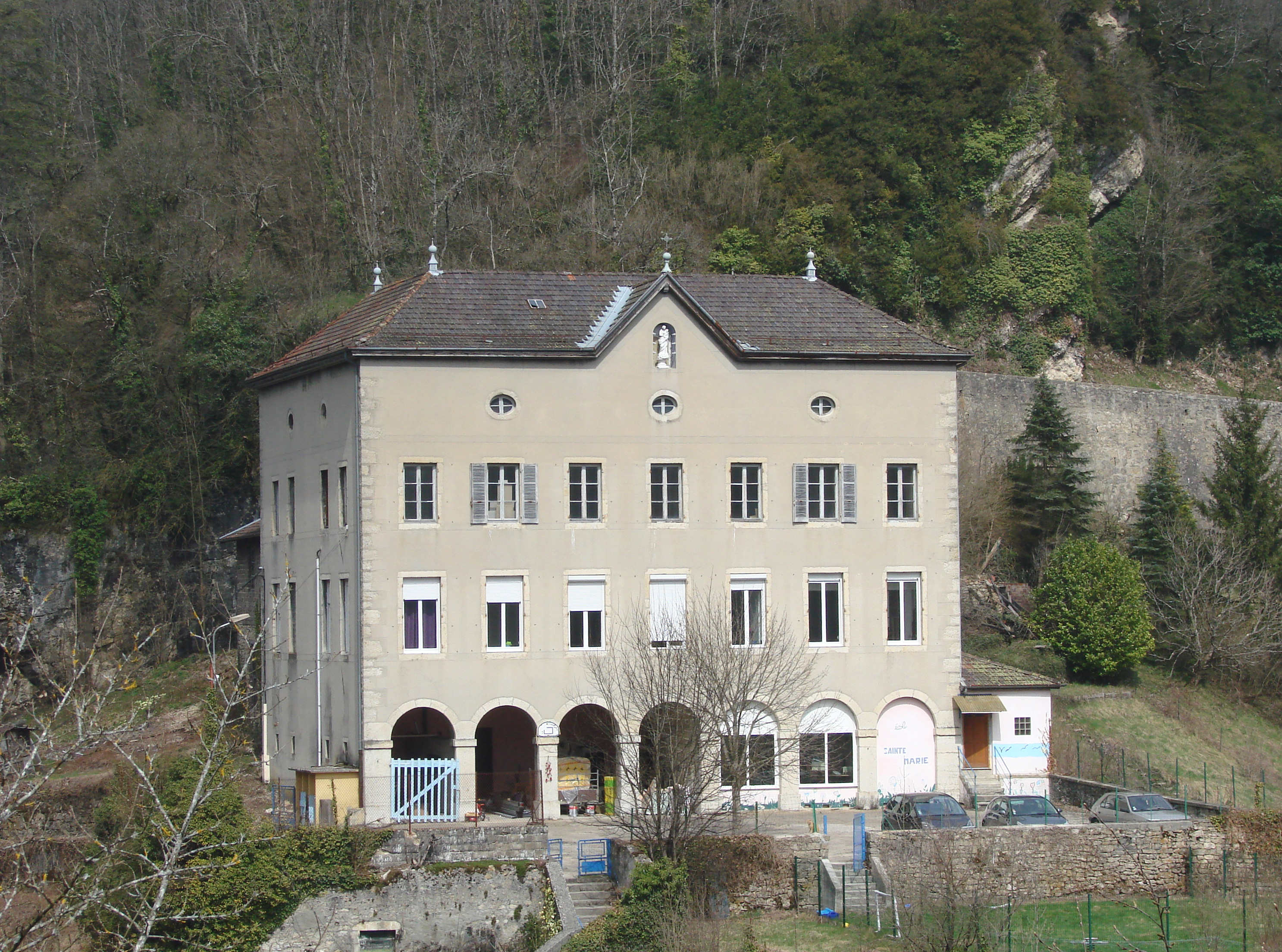
Старая школа
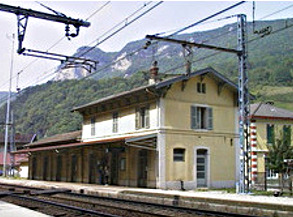
Вокзал
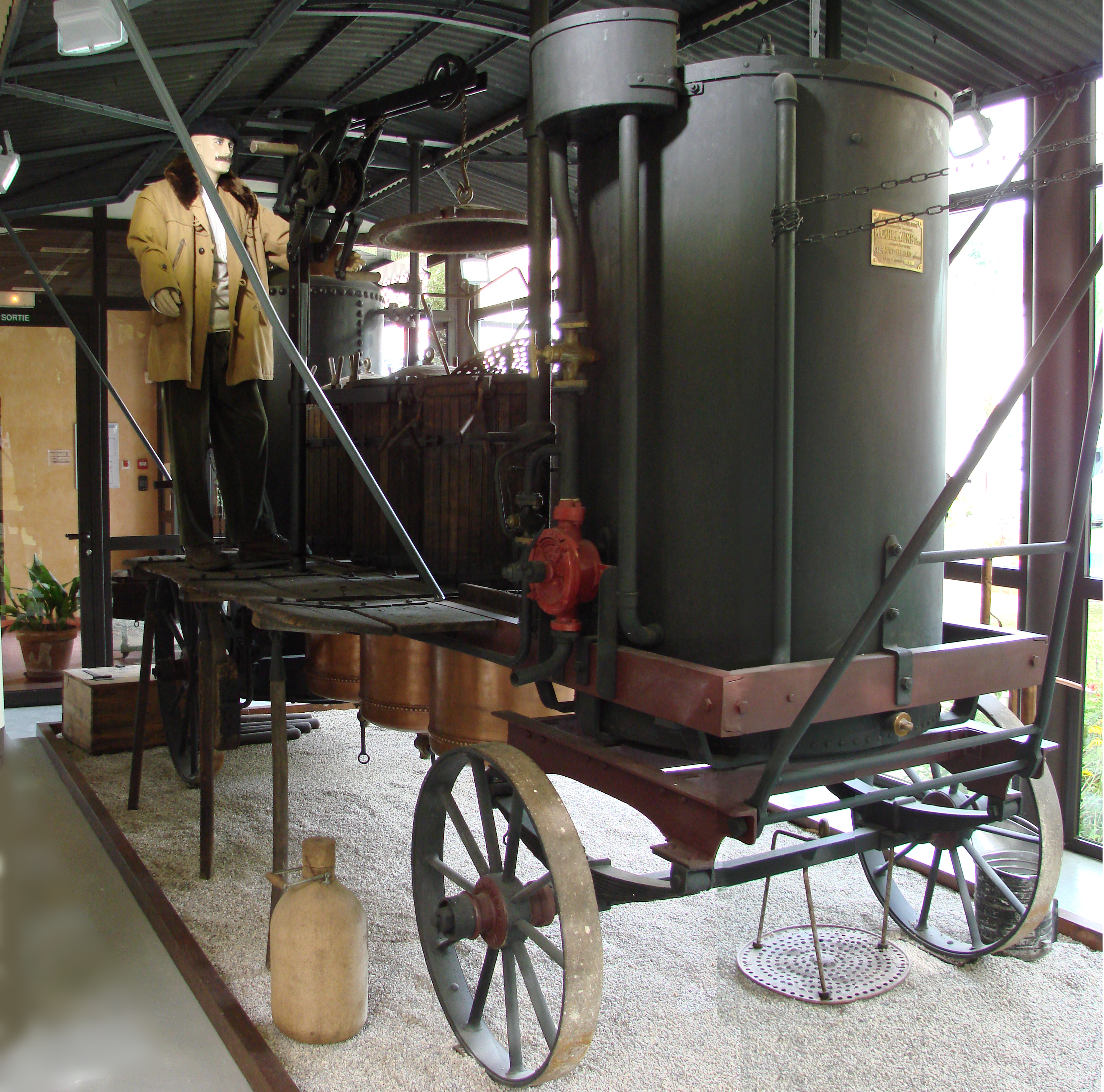
Музей
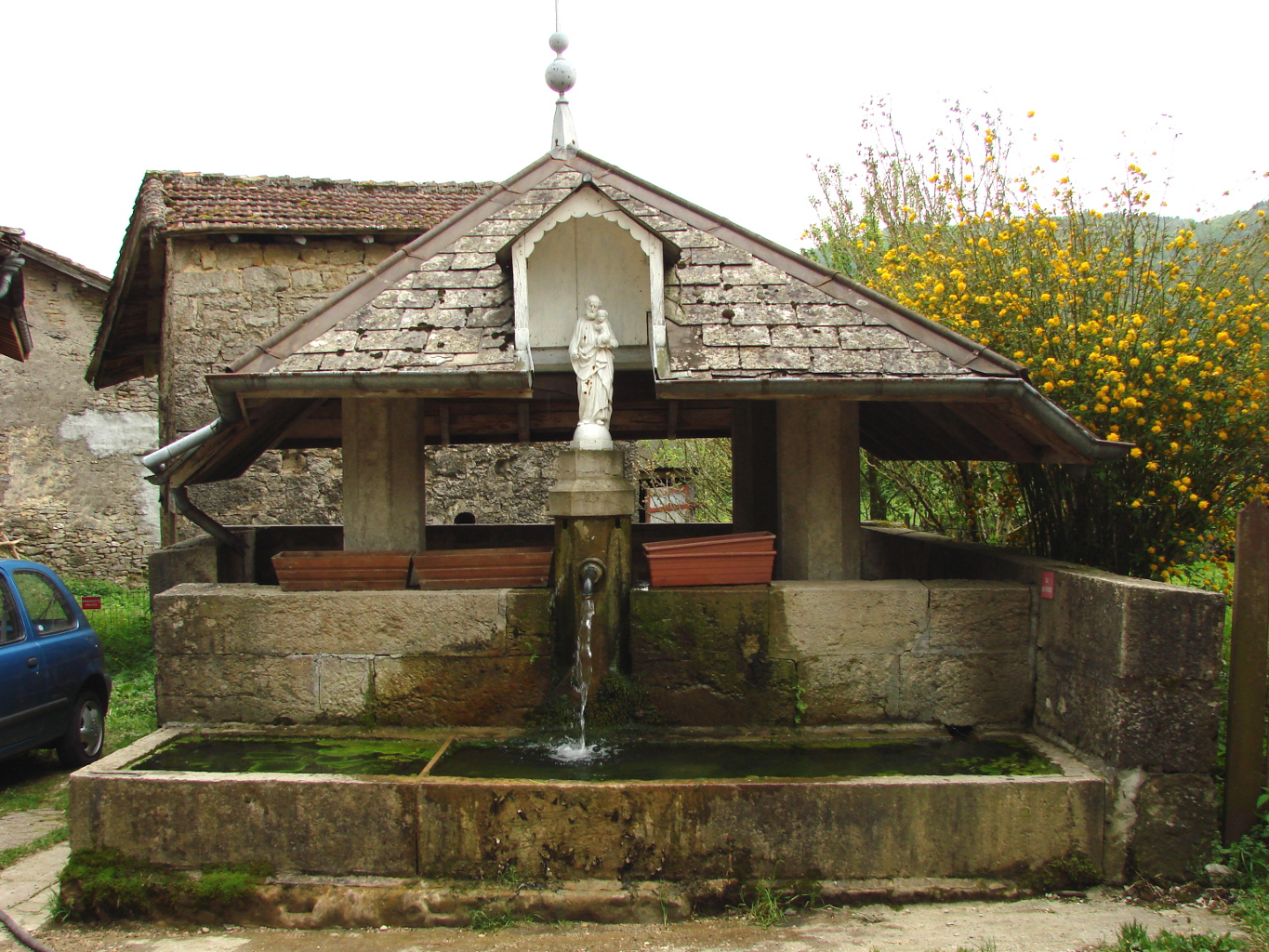
Фонтан Блана
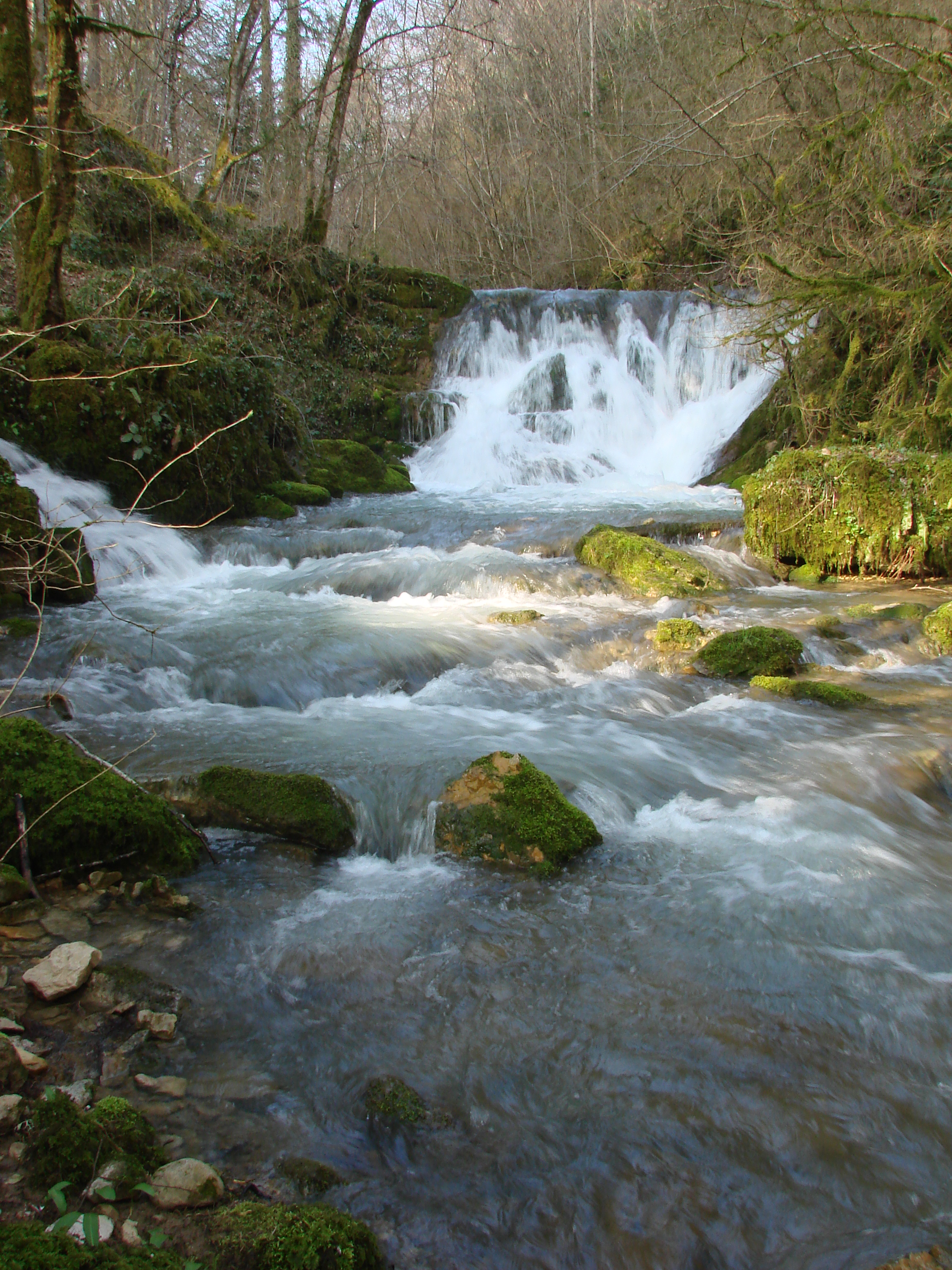
Река Brevon